# Gustavo Biosca
Pour les articles homonymes, voir Biosca (homonymie) et Pagès.
 (septembre 2014).
Si vous disposez d'ouvrages ou d'articles de référence ou si vous connaissez des sites web de qualité traitant du thème abordé ici, merci de compléter l'article en donnant les références utiles à sa vérifiabilité et en les liant à la section « Notes et références ».
Gustavo Biosca Pagès, né le 29 février 1928 à L'Hospitalet de Llobregat (province de Barcelone, Espagne) et mort le 1er novembre 2014, à Barcelone, est un footballeur international espagnol reconverti en entraîneur. Il jouait au poste de défenseur central avec le FC Barcelone dans les années 1950.

## Biographie
Gustavo Biosca est un joueur célèbre des années 1950. Après sa carrière de joueur, il devient entraîneur, il est notamment l'assistant du sélectionneur de l'équipe d'Espagne Laszlo Kubala dans les années 1970.
Biosca est considéré comme un des meilleurs défenseurs centraux de l'histoire du FC Barcelone. Joueur doté d'un physique imposant et d'une grande classe, il est le leader de la défense du Barça de les Cinc Copes qui au début des années 1950 remporte tous les titres en jeu. Dans cette équipe, il avait pour coéquipiers des joueurs tels que Antoni Ramallets, Laszlo Kubala, César Rodríguez, Estanislao Basora, Tomás Moreno ou Eduardo Manchón.
Formé dans les catégories inférieures du Barça, Biosca est un titulaire indiscutable pendant neuf saisons, entre 1949 et 1958. Il dispute 189 matchs avec Barcelone remportant de nombreux trophées.
En 1957, il souffre d'une grave blessure qui l'oblige à partir au CD Condal en 1958, puis à cesser de jouer au football prématurément en 1959.
Il faut signaler que Biosca est à son époque un des footballeurs les plus populaires d'Espagne, non seulement en raison de ses qualités de joueur mais aussi en raison de son physique avantageux. Il est un des premiers sportifs médiatiques d'Espagne juste au moment où la télévision fait son apparition. Ami de la jet-set, Biosca a une romance intense avec la chanteuse populaire Lola Flores.

### Équipe nationale
Gustavo Biosca est le défenseur central de l'équipe d'Espagne entre 1951 et 1954. Il joue 11 matchs avec l'Espagne.

### Entraîneur
Au terme de sa carrière de joueur, Gustavo Biosca commence une carrière d'entraîneur. Il entraîne Pontevedra CF, Español de México, UE Sant Andreu, Real Valladolid, CE Sabadell, Racing de Ferrol et Terrassa FC. Il est ensuite sélectionneur de l'équipe d'Espagne des moins de 21 ans et assistant du sélectionneur Laszlo Kubala dans les années 1970.

### Hommage
Le 3 novembre 2014, le FC Barcelone rend hommage aux joueurs encore en vie du légendaire Barça des Cinq Coupes (saison 1951-1952). Gustavo Biosca (à travers son fils) reçoit cet hommage avec ses anciens coéquipiers José Duró, Jaime Peiró, Joaquín Tejedor et Miguel Ferrer.

## Palmarès
Avec le FC Barcelone :
- Champion d'Espagne en 1949, 1952 et 1953
- Vainqueur de la Coupe d'Espagne en 1951, 1952, 1953 et 1957
- Vainqueur de la Coupe des villes de foires en 1958
- Vainqueur de la Coupe Eva Duarte en 1948, 1952 et 1953
- Vainqueur de la Coupe Latine en 1949 et 1952